# 16 Candles/Beside You
16 Candles/Beside You è un singolo dei Crests del 1958, pubblicato in due formati, vinile a 45 giri e gommalacca a 78 giri.

## Il disco
Il disco raggiunse il secondo posto nella classifica di Billboard Hot 100 charts nel 1958; inoltre vendette oltre 1 milione di copie e si aggiudicò il disco d'oro.
Il brano sul lato A, 16 Candles, è contenuta nella colonna sonora del film American Graffiti del 1973 nella versione originale; inoltre il film Sixteen Candles - Un compleanno da ricordare prende il titolo dalla canzone, di cui nella pellicola è presente una cover realizzata dagli Stray Cats.

## Tracce
LATO A
1. 16 Candles – 2:49 (Luther Dixon, Allyson Khent.)

LATO B
1. Beside You (Bert Keyes, Billy Dawn Smith.)

## Formazione
- Johnny Mastrangelo: voce solista
- Jay T. Carter, Talmoudge Gough, Harold Torres, Patricia Van Dross: voci